# Opphaug
Opphaug es una localidad de la provincia de Trøndelag en la región de Trøndelag, Noruega. Hasta el 1 de enero de 2017 esta tenía una población estimada de 400 habitantes.
Se encuentra ubicada en la parte central del país, cerca del fiordo de Trondheim y de la costa del mar de Noruega. 